# Alfredo Pacheco
Alfredo Alberto Pacheco (ur. 1 grudnia 1982 w Santa Ana, zm. 27 grudnia 2015 tamże) – salwadorski piłkarz grający jako pomocnik.

## Kariera reprezentacyjna
Pacheco występował w reprezentacji narodowej w turnieju UNCAF Cup 2007 oraz Złotym Pucharze CONCACAF 2007, był także jej kapitanem.

## Afera korupcyjna
Alfredo Pacheco został dożywotnio zawieszony przez Federację Salwadoru (FESFUT) wraz z 13 innymi reprezentantami tego kraju za udział w ustawianiu meczów. Zawodnicy mieli dopuścić się czynów korupcyjnych co najmniej przy czterech meczach międzynarodowych. Zakaz dotyczy pracy w środowisku piłkarskim w jakiejkolwiek roli.
Alfredo Pacheco, został zastrzelony. Do tragedii doszło o 3:30 nad ranem w Santa Ana, rodzinnej miejscowości sportowca.